# Mauzé
Mauzé fou un castell del Poitou.
El 1033, les tropes de l'hereu d'Anjou, Jofré Martell (després comte 1040-1060) van envair el Poitou en nom de la seva esposa Agnes de Borgonya (vídua en primeres noces de Guillem III de Poitou i V d'Aquitània el Gran) i els dos fills bessons d'aquesta, Guillem de Parthenay (o Guillem Aigret, després Guillem V de Poitou i VII d'Aquitània) i Guillem VI de Poitou i VIII d'Aquitània. El seu fillastre Guillem IV de Poitiers i VI d'Aquitània el Gros, que havia succeït el seu pare Guillem III-V, fou fet presoner a la batalla de Montcoué (Montcouer) el setembre del 1033 i no fou alliberat fins al 1036 contra pagament d'un rescat, morint finalment el 15 de desembre del 1038 sense fills. El comtat va passar llavors al seu germà Eudes de Poitiers, duc de Gasconya, que va sortir d'aquestes terres per combatre a Jofre Martell i a Agnes que dominaven el comtat de Poitou; després d'una primera derrota va fer mitja volta i fou assetjat al castell de Mauzé, morint en el setge (1039).
A Mauzé hi va dormir el rei Carles IX de França la nit del 18-19 de setembre de 1565.